# ناتیلوس

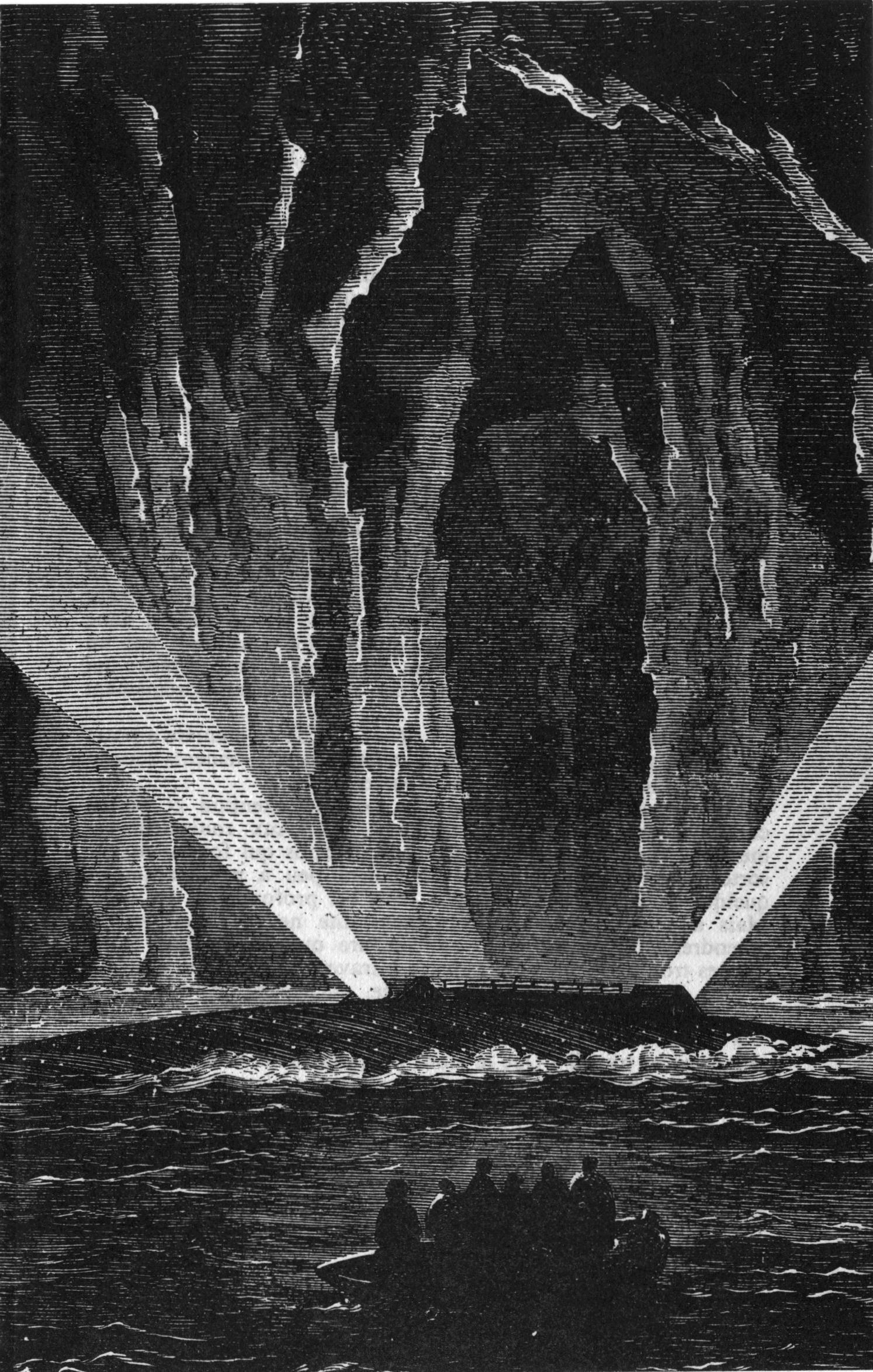
ناتیلوس در جزیره اسرارآمیز

ناتیلوس (به فرانسوی: Nautilus)، نام زیردریایی خیالی دو رمان علمی تخیلی «بیست هزار فرسنگ زیر دریا» و «جزیره اسرارآمیز» اثر ژول ورن نویسنده فرانسوی است. این نام پس از ساخت یک مدل واقعی توسط روبرت فالتون به نام ناتیلوس، بر این زیردریایی خیالی نهاده شد و در داستان، سازنده و ناخدای آن، کاپیتان نمو است.

## نگارخانه

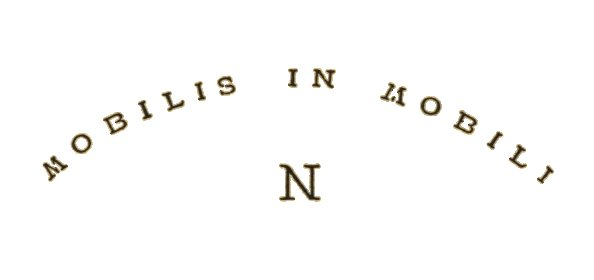
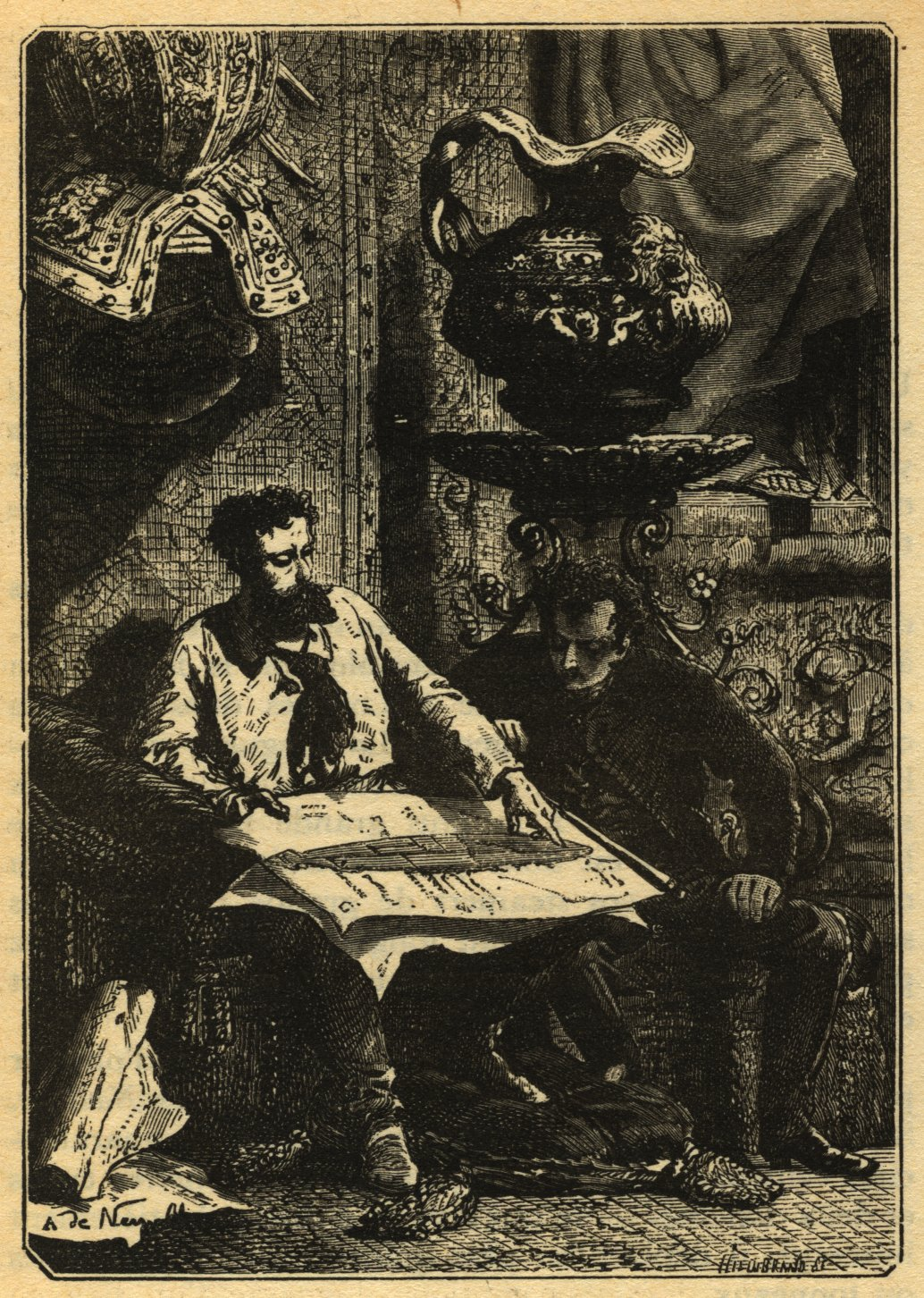
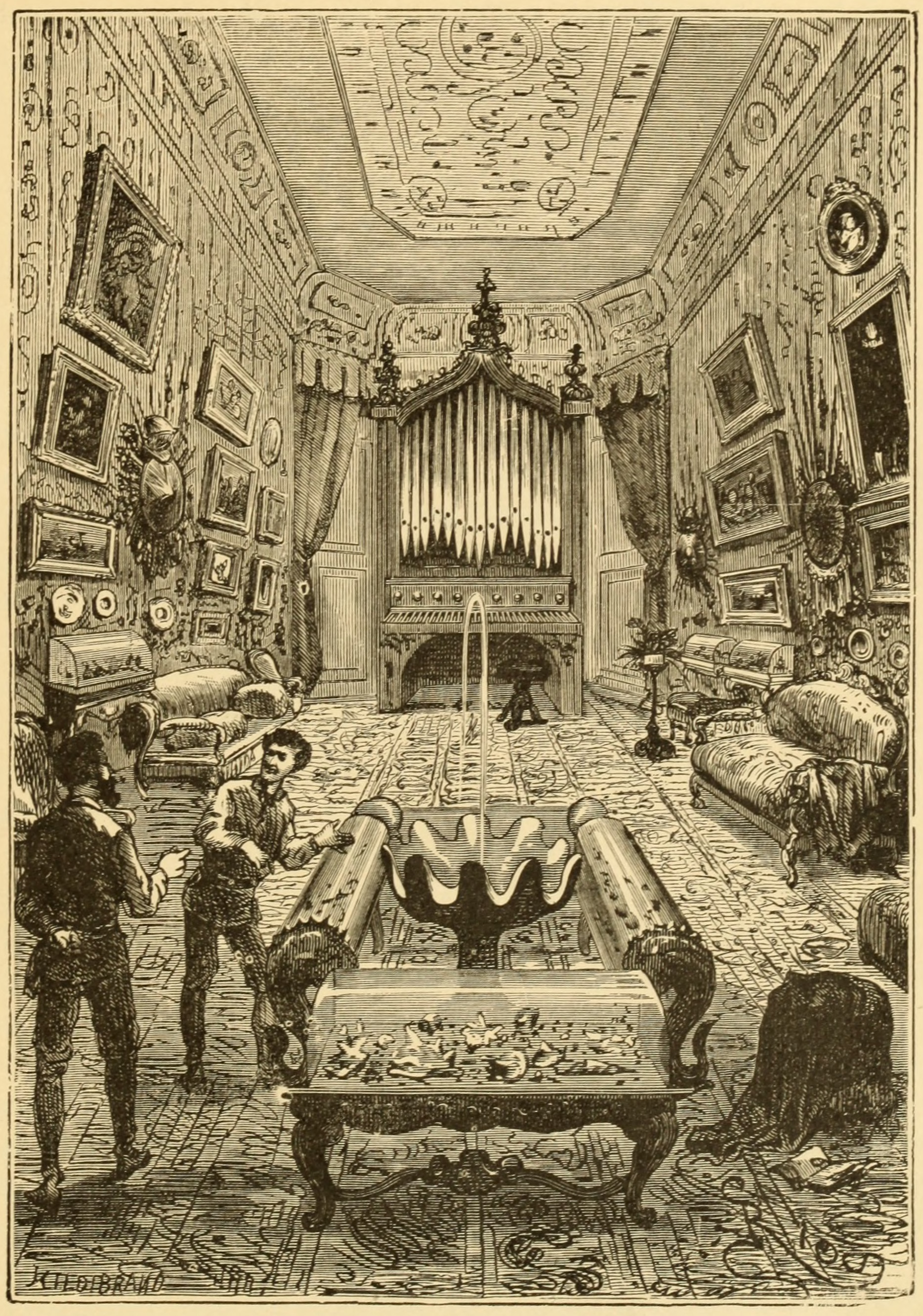
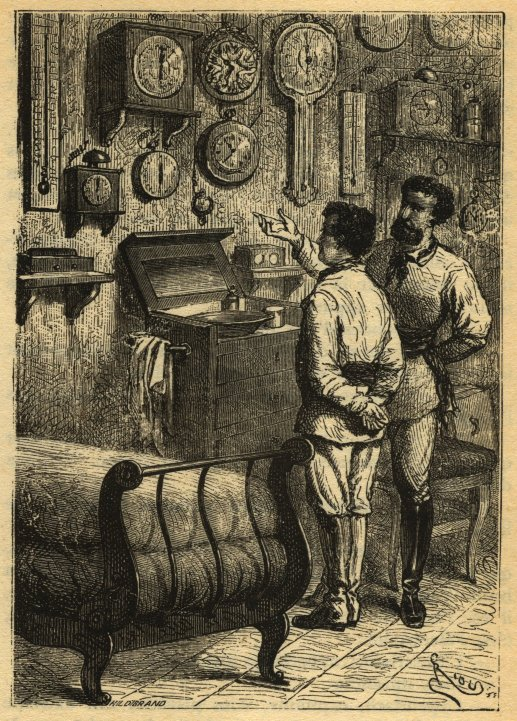
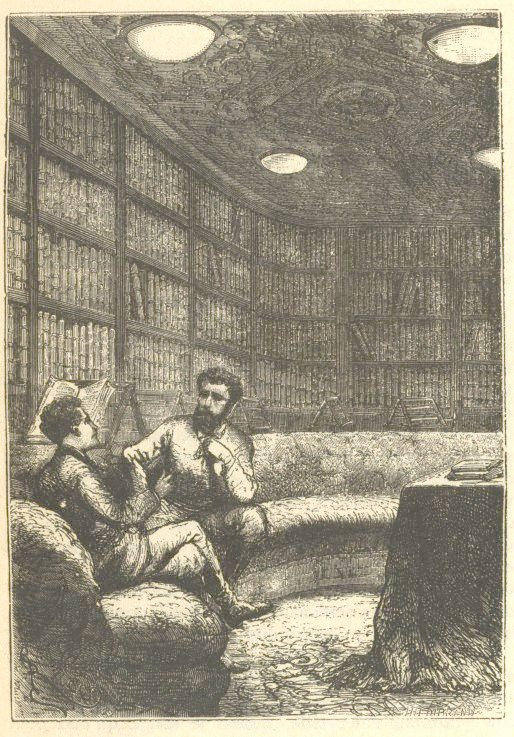
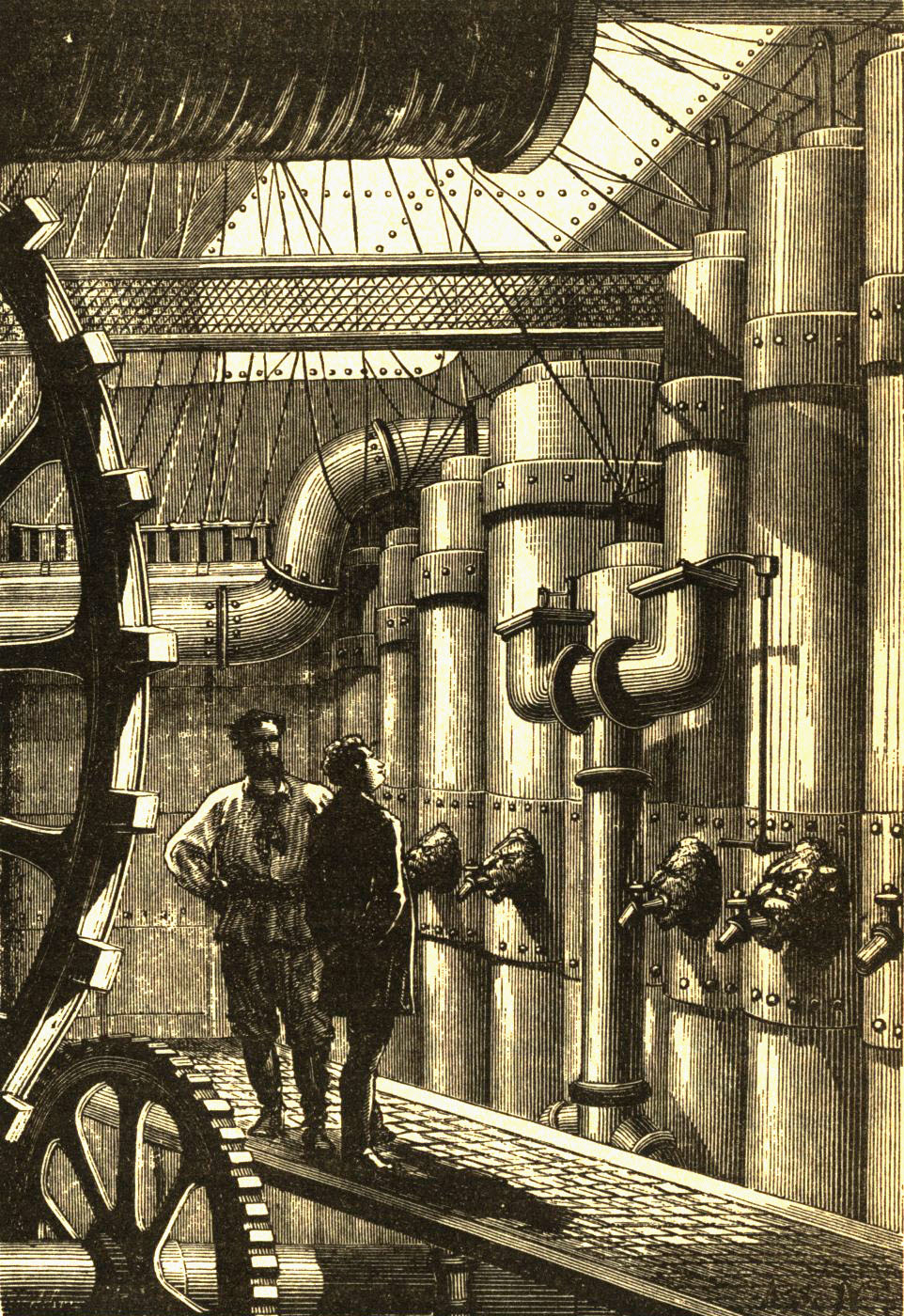
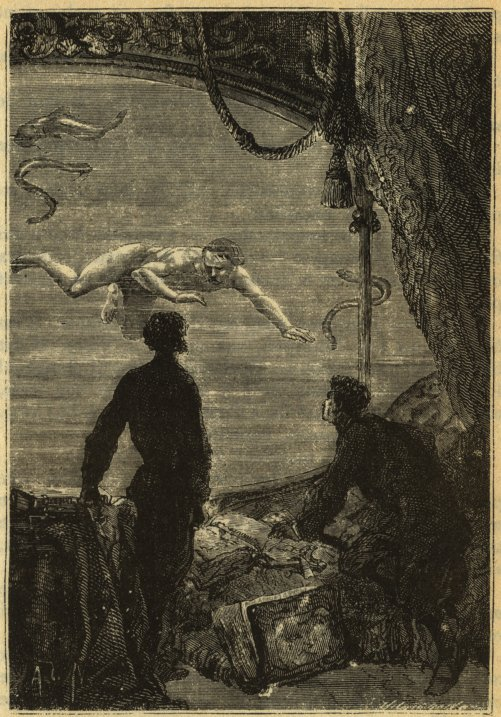
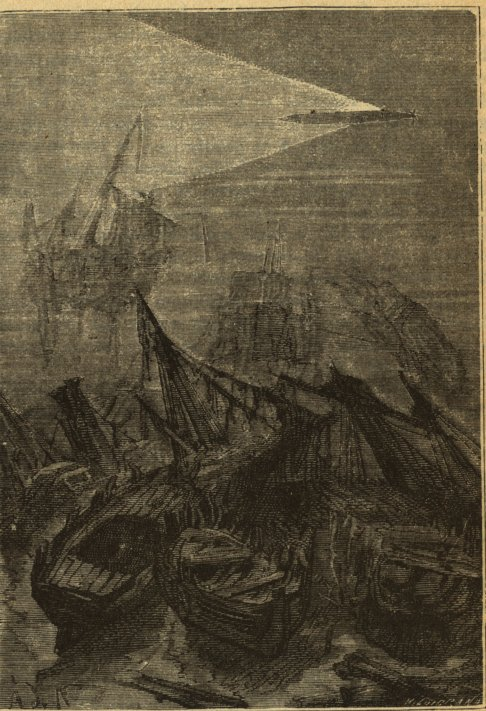